# 成田 (杉並区)
成田（なりた）は、東京都杉並区の汎称地名である。旧町名の「成宗」「田端」から各1字ずつ取った合成地名である。

## 地理
大まかにいえば、五日市街道（東京都道7号杉並あきる野線）を中心に、北端は青梅街道（東京都道4号東京所沢線）。南端は大宮八幡宮から五日市街道柳窪交差点に向かう細い道である。

## 地域内の町名
現行行政地名は成田東（なりたひがし）一丁目から五丁目および成田西（なりたにし）一丁目から四丁目（いずれも住居表示実施済み区域）。過去には大宮二丁目、荻窪一丁目、荻窪二丁目、荻窪三丁目の一部も含まれていた。

### 成田東
地域東部。一丁目から五丁目がある。人口は20,248人(2010年7月1日現在。住民基本台帳による。杉並区調べ)北部は青梅街道を境に阿佐谷南に、東部は梅里および松ノ木に、南部は大宮に、西部は成田西に、北西部は荻窪に、それぞれ接する。地域北部には南阿佐ケ谷駅があり、駅周辺に商店などが見られる他は住宅地になっている。

### 成田西
地域東部。一丁目から五丁目がある。人口は8,757人(2010年7月1日現在。住民基本台帳による。杉並区調べ)北部から東部は成田東に、南東部は大宮および永福に、南西部は浜田山および高井戸東に、西部は荻窪に、それぞれ接する。地域内は主に住宅地になっている。

## 歴史

### 地名の由来
成田とは、1889年に杉並村が成立する以前の旧村名の「成宗」と「田端」から1字ずつ取った合成地名である。成田山新勝寺のある千葉県成田市と関係がなく、1969年の住居表示実施にともない成田西・成田東として成立した地名である。杉並区において方角を伴わない「成田」という地名が行政上つけられたことはない。
杉並の地名は成宗村の北境にあたる青梅街道に植えられた杉並木に由来している。旧田端村は旧成宗村を挟む形で、東西に分かれていた。田端村と成宗村は、1889年の町村制施行時に杉並村大字田端・成宗となる。1932年の杉並区成立時、東西に分かれていた大字田端の東側が「東田町」（ひがしたまち）、西側が「西田町」（にしたまち）となった。なお、明治17年同地域に開設された小学校は「成田尋常小学校」（せいでんじんじょうしょうがっこう）と称していた（現在の杉並区立杉並第二小学校）。戦前の宰相近衛文麿の私邸「荻外荘」は西田町一丁目（現、荻窪三丁目）にあった。
1932年当時の西田町には現在の荻窪一丁目、荻窪二丁目、荻窪三丁目の一部（東側）が含まれ、成宗には現在の大宮二丁目も含まれていた。

## 交通

### 鉄道
- 東京メトロ丸ノ内線南阿佐ケ谷駅
- 京王井の頭線浜田山駅（成田の南隣り、浜田山にある）

### バス
- 関東バス五日市街道営業所は成田西にある。
  - 中野駅・高円寺駅・荻窪駅・吉祥寺駅より運行。
- すぎ丸（けやき路線）杉並区のコミュニティバス。阿佐ケ谷駅と浜田山駅を結ぶ。成田地区を南北に縦断する。

### 道路
- 青梅街道
- 五日市街道
- 東京都道427号瀬田貫井線（ここ近辺は都道とは思えないほど細い道）

## 公園
- 東京都立善福寺川緑地（善福寺川に沿った公園）
- 杉並区立杉並児童交通公園

## 学校
- （注） 成田地区に所在する学校。成田地区の学区域とは合致しない

### 小学校
- 杉並区立杉並第二小学校
- 杉並区立東田小学校

### 中学校
- 杉並区立東田中学校

### 高等学校
- 東京都立豊多摩高等学校
- 東京都立杉並高等学校

### 図書館
- 杉並区立成田図書館

## 公共住宅
成田東四丁目には東京都立善福寺川緑地に隣接する形で阿佐ヶ谷住宅があった。
1958年（昭和33年）に入居が始まった日本住宅公団（現：都市再生機構）の分譲住宅で、テラスハウスという住宅形式と広大な共有スペース（公園）を有する余裕ある住棟配置が見られた。

## 相撲部屋
成田東三丁目には大相撲の二子山部屋（師匠：第45代横綱初代若乃花幹士）がかつて存在した。